# Kaoru Mitoma
Kaoru Mitoma (三笘 薫 Mitoma Kaoru?, Kawasaki, Kanagawa, 20 de mayo de 1997) es un futbolista japonés que juega de delantero en el Brighton & Hove Albion F. C. de la Premier League.

## Selección nacional
Fue internacional sub-21 y sub-23 con la selección de fútbol de Japón.
En 2021 fue convocado con Japón para la disputa de los Juegos Olímpicos de Tokio 2020. Ese mismo año realizó su debut con la selección absoluta; fue el 16 de noviembre ante Omán en un triunfo japonés por la mínima válido para la clasificación para el Mundial 2022. El 24 de marzo de 2022 anotó los dos goles del triunfo ante Australia que clasificaron a Japón para dicho torneo.

### Participaciones en Copas del Mundo
| Mundial      | Sede  | Resultado        | Partidos | Goles |
| ------------ | ----- | ---------------- | -------- | ----- |
| Mundial 2022 | Catar | Octavos de final | 4        | 0     |

## Estadísticas

### Clubes
Actualizado al último partido disputado el 25 de mayo de 2025.
| Club                                    | Div.          | Temporada     | Liga  | Liga  | Liga   | Copas nacionales | Copas nacionales | Copas nacionales | Copas internacionales | Copas internacionales | Copas internacionales | Total | Total | Total  |
| Club                                    | Div.          | Temporada     | Part. | Goles | Asist. | Part.            | Goles            | Asist.           | Part.                 | Goles                 | Asist.                | Part. | Goles | Asist. |
| --------------------------------------- | ------------- | ------------- | ----- | ----- | ------ | ---------------- | ---------------- | ---------------- | --------------------- | --------------------- | --------------------- | ----- | ----- | ------ |
| Kawasaki Frontale Japón                 | 1.ª           | 2019          | 0     | 0     | 0      | 1                | 0                | 0                | ―                     | ―                     | ―                     | 1     | 0     | 0      |
| Kawasaki Frontale Japón                 | 1.ª           | 2020          | 30    | 13    | 13     | 7                | 5                | 1                | ―                     | ―                     | ―                     | 37    | 18    | 14     |
| Kawasaki Frontale Japón                 | 1.ª           | 2021          | 20    | 8     | 4      | 1                | 2                | 0                | 3                     | 2                     | 2                     | 24    | 12    | 6      |
| Kawasaki Frontale Japón                 | Total club    | Total club    | 50    | 21    | 17     | 9                | 7                | 1                | 3                     | 2                     | 2                     | 62    | 30    | 20     |
| Union Saint-Gilloise · Bélgica          | 1.ª           | 2021-22       | 27    | 7     | 4      | 2                | 1                | 0                | ―                     | ―                     | ―                     | 29    | 8     | 4      |
| Union Saint-Gilloise · Bélgica          | Total club    | Total club    | 27    | 7     | 4      | 2                | 1                | 0                | 0                     | 0                     | 0                     | 29    | 8     | 4      |
| Brighton & Hove Albion F. C. Inglaterra | 1.ª           | 2022-23       | 33    | 7     | 5      | 8                | 3                | 2                | ―                     | ―                     | ―                     | 41    | 10    | 7      |
| Brighton & Hove Albion F. C. Inglaterra | 1.ª           | 2023-24       | 19    | 3     | 4      | 1                | 0                | 0                | 6                     | 0                     | 1                     | 26    | 3     | 5      |
| Brighton & Hove Albion F. C. Inglaterra | 1.ª           | 2024-25       | 36    | 10    | 4      | 5                | 1                | 0                | —                     | —                     | —                     | 41    | 11    | 4      |
| Brighton & Hove Albion F. C. Inglaterra | Total club    | Total club    | 88    | 20    | 13     | 14               | 4                | 2                | 6                     | 0                     | 1                     | 108   | 24    | 16     |
| Total carrera                           | Total carrera | Total carrera | 165   | 48    | 34     | 25               | 12               | 3                | 9                     | 2                     | 3                     | 199   | 62    | 40     |

## Palmarés

### Títulos nacionales
| Título             | Club              | País  | Año  |
| ------------------ | ----------------- | ----- | ---- |
| J1 League          | Kawasaki Frontale | Japón | 2020 |
| Copa del Emperador | Kawasaki Frontale | Japón | 2020 |
| Supercopa de Japón | Kawasaki Frontale | Japón | 2021 |